# Стерпара (Рим)
Стерпара је насеље у Италији у округу Рим, региону Лацио.
Према процени из 2011. у насељу је живело 54 становника. Насеље се налази на надморској висини од 320 м.